# Houk
Houk (conosciuto anche come Pulusuk) è un atollo delle Isole Caroline. Amministrativamente è una municipalità del Distretto Oksoritod, di Chuuk, uno degli Stati Federati di Micronesia. 
Ha una superficie di 7 miglia circa e 396 abitanti (Census 2008).
L'isola Houk è dotata di una piccola clinica, una scuola primaria. La popolazione professa la religione cattolica.